# Antoniewice
Antoniewice (niem. Wernersfelde) – kolonia w Polsce położona w województwie zachodniopomorskim, w powiecie gryfińskim, w gminie Trzcińsko-Zdrój.
W latach 1975–1998 miejscowość należała administracyjnie do województwa szczecińskiego.